# Pataskala
Pataskala is een plaats (city) in de Amerikaanse staat Ohio, en valt bestuurlijk gezien onder Licking County.

## Demografie
Bij de volkstelling in 2000 werd het aantal inwoners vastgesteld op 10.249.
In 2006 is het aantal inwoners door het United States Census Bureau geschat op 12.643, een stijging van 2394 (23,4%).

## Geografie
Volgens het United States Census Bureau beslaat de plaats een oppervlakte van
73,9 km², waarvan 73,8 km² land en 0,1 km² water. Pataskala ligt op ongeveer 324 m boven zeeniveau.

## Plaatsen in de nabije omgeving
De onderstaande figuur toont nabijgelegen plaatsen in een straal van 16 km rond Pataskala.